# アラド E.555
アラド E.555
模型、右側面。
- 用途：戦略爆撃機
- 分類：ジェット機
- 製造者：アラド
- 運用者： ドイツ国（ドイツ空軍）
- 生産数：無し
- 運用状況：生産に至らず

アラド E.555は、第二次世界大戦中にドイツのアラド社により、アメリカ爆撃機計画のために提案された戦略爆撃機である。

## 設計仕様
アラド E.555の開発はドイツ航空省（RLM）が主導し、その目的はドイツ空軍向けの長距離爆撃機を入手する事にあった。この機体はドイツから直にアメリカ合衆国を爆撃可能なものだった。
設計依頼は第二次世界大戦の初期にドイツの主要航空機メーカーに出されており、それはアメリカが戦争に参戦するよりもかなり以前の事だった。

## 設計
異なった形状の設計案が数種類存在しており、もっとも人目につくものはE.555 Iである。これは6発のジェットエンジンを装備した全翼設計の機体である。遠隔操縦式の銃塔を備えており、大量の兵装搭載能力があった。
アラド E.555の開発計画は非常に高価かつ野心的に過ぎると考えられ、1944年後期に中止された。
アラド E.555 I
6発のエンジンを持つ機体
アラド E.555 II
エンジン4発の全翼爆撃機
アラド E.555 III
エンジン2発の全翼爆撃機
アラド E.555 IV
エンジン3発の全翼爆撃機
アラド E.555 V

アラド E.555 VI
エンジン3発の全翼爆撃機
アラド E.555 VII
エンジン3発の全翼爆撃機
アラド E.555 VIII
エンジン3発の爆撃機
アラド E.555 IX
エンジン3発の全翼爆撃機
アラド E.555 X
エンジン3発の全翼爆撃機
アラド E.555 XI
4発爆撃機

## 諸元
データは脚注による。
- 乗員：2または3名
- 兵装搭載量：4tから6t

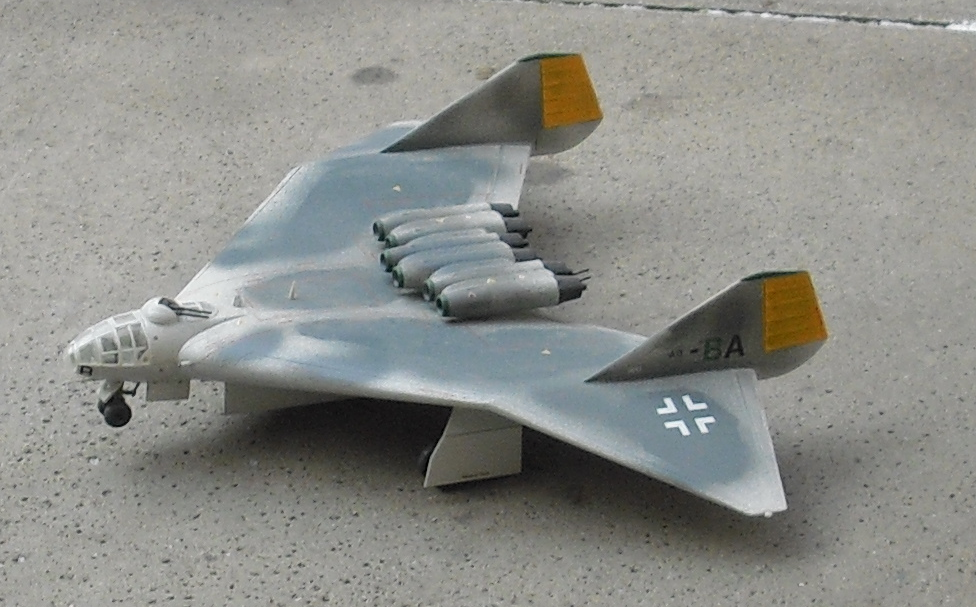
降着状態。

- 全長：28 ft 10.5 in-82 ft 8 in
- 全幅：69 ft 6.5 in-103 ft 4 in
- 全高：11 ft 11.5 in-13 ft 5.5 in
- 機関：BMW 109-018ターボジェットエンジン、2基から4基
- 推力：5,069ポンド

## 関連書籍
- Nowarra, Heinz J.. Die Deutsche Luftruestung 1933–1945 - Vol.1 - Flugzeugtypen  AEG-Dornier. Bernard & Graefe Verlag. 1993. Koblenz. ISBN 3-7637-5464-4 (Gesamtwek), ISBN 3-7637-5465-2 (Band 1)